# Robert Silverberg
Robert Silverberg, född 15 januari 1935 i Brooklyn, New York, USA, är en produktiv amerikansk fantasy- och science fiction-författare. Hans författarskap har belönats med såväl Hugo- som Nebulapriset.
Robert Silverberg fick sin första roman publicerad 1955, men det var först i mitten av 1960-talet som karriären tog fart då Frederik Pohl inbjöd honom att skriva i de magasin som han var redaktör för. Han har bland annat skrivit boken Tidens fångar, som handlar om politiska fångar som fängslats i forntiden.

## Biografi
Silverberg, som sedan barnsben var en glupsk läsare, började lämna in berättelser till science fiction-tidskrifter i tidiga tonår. Han studerade vid Columbia University, där han tog en Bachelor of Arts i engelsk litteratur år 1956, medan han fortsatte att skriva science fiction. Hans första publicerade roman, en barnbok Revolt on Alpha C kom ut 1955 och året därpå vann han sitt första Hugopris som bästa ny författare. De kommande fyra åren skrev han enligt egen uppskattning en miljon ord om året, bland annat i tidskrifter. Under 1959 rasade marknaden för science fiction och Silverberg fortsatte sin höga produktion inom andra områden, från noggrant vetenskapligt baserade historiska fackböcker till mjukt pornografiska alster för Nightstand Books.
I mitten av 1960-talet började science fiction-författare att bli mer litterärt ambitiösa. Frederik Pohl, som då var redaktör för tre sf-magasin, erbjöd Silverberg carte blanche att skriva för dem. På så vis inspirerad återvände Silverberg till science fiction-genren med mycket större uppmärksamhet på karaktärernas djup och sociala bakgrund än tidigare. Han blandade i inslag från modernistisk litteratur som han hade studerat vid Columbia.
De böcker han skrev vid den tiden ansågs allmänt vara ett stort steg framåt från hans tidigare verk. Kanske den första boken, som markerade den "nya" Silverberg, var To Open the Sky. Romanen var baserad på en serie av berättelser som introducerats av Pohl i Galaxy, där en ny religion hjälper människor att nå stjärnorna. Boken följdes av Downward to the Earth, kanske den första postkoloniala science fiction-boken med ekon av Joseph Conrad, där en tidigare förvaltare från jorden av en främmande värld återvänder efter den fått sin frihet. Andra populära och kritikerrosade verk från den tiden är To Live Again där dödas personligheter kan återskapas, The World Inside, en titt på en överbefolkad framtid, och Dying Inside, en berättelse om en telepat som förlorar sin förmåga och vars handling äger rum vid Columbiauniversitetet.
1969 tog Nightwings hem Hugopriset för bästa kortroman. Han vann ett Nebulapris 1970 för novellen Passengers och två priser under året efter för romanen A Time of Changes och novellen Good News from the Vatican. 1975 vann han ännu ett Nebulapris, denna gång för kortromanen Born with the Dead. År 1986 vann han en Nebula för kortromanen Sailing to Byzantium, och 1990 en Hugo för bästa roman, Enter a Soldier. År 2004 blev han av organisationen Science Fiction Writers of America utnämnd till "Grandmaster".
Efter många år av hög produktivitet drabbades han av eldsvåda i sitt hus, samtidigt som han hade fått problem med sköldkörteln. Han flyttade från delstaten New York till västkusten 1972 och 1975 meddelade han att han drog sig tillbaka som författare. 1980 återvände han dock med Lord Valentine's Castle, ett äventyrspanorama, som äger rum på en främmande planet. Boken låg till grund för Majipoor-serien, och sedan dess har han fortsatt sitt skrivande.
Silverberg har varit gift två gånger. Första gången 1956 var med Barbara Brown, som han separerade från 1976 och skilde sig 1986. Silverberg gift Karen Haber, som också är science fiction-författare, 1987. Paret bor i Montclair, en välbärgad småstad i Oakland, Kalifornien.

### Utmärkelser

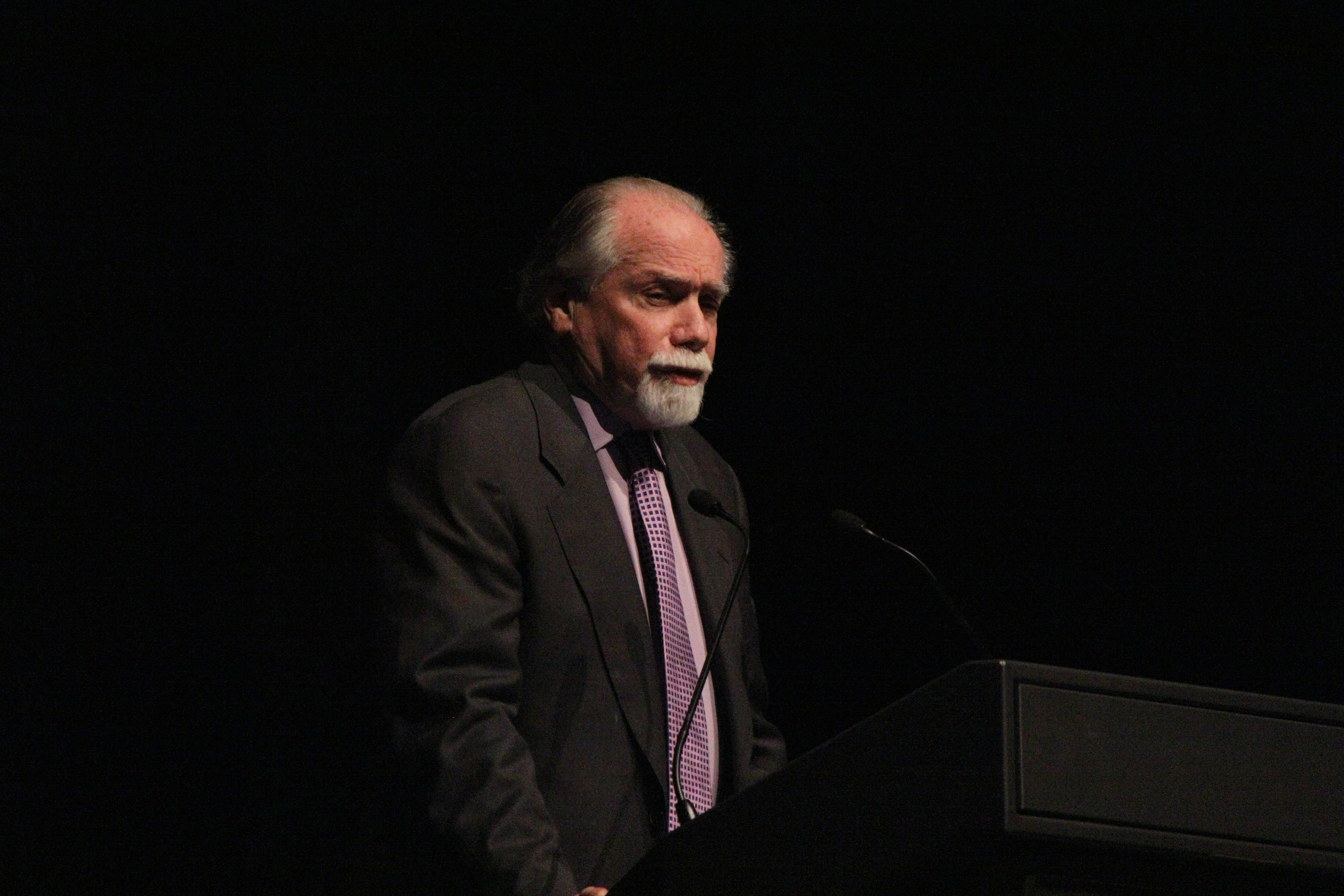
Robert Silverberg vid Hugoceremonin på världskongressen 2010.

- 2004 Nebulapris Damon Knight Memorial Grand Master för hela sitt författarskap.
- 1985 Nebulapris för kortromanen Sailing to Byzantium
- 1974 Nebulapris för kortromanen Born With the Dead
- 1971 Nebulapris för romanen A Time of Changes och för novellen Good News from the Vatican
- 1969 Nebulapris för novellen Passengers
- 1956 Hugopris som bäst av framstående nya unga författare

- Nomineringar till Hugopriset för bästa roman:

1981 Lord Valentine's Castle
1977 Shadrach in the Furnace
1976 The Stochastic Man
1973 Dying Inside och The Book of Skulls
1972 A Time of Changes
1971 Tower of Glass
1970 Up the Line
1968 Thorns